# Jacobus Anthonie Fruin
Jacobus Anthonie Fruin (Rotterdam, 8 juni 1829 - Utrecht, 1 november 1884) was een Nederlandse rechtsgeleerde, rechtshistoricus en hoogleraar. Hij was een broer van de historicus Robert Fruin.

## Loopbaan
Fruin studeerde rechten in Leiden en promoveerde op 20 februari 1854 in de rechten aan de Universiteit Leiden. Hij vestigde zich als advocaat in Rotterdam en maakte daar korte tijd deel uit van de gemeenteraad. Op 29 mei 1858 kreeg hij de functie van referendaris bij het Departement van Financiën in Den Haag. 
Op 6 juli 1859 werd hij benoemd tot hoogleraar Nederlands burgerlijk recht, handelsrecht en burgerlijke rechtsvordering te Utrecht, als opvolger van Jacob van Hall. Op 12 oktober van dat jaar ving hij zijn werkzaamheden aan. Op 24 januari 1885 werd de destijds zesentwintigjarige Willem Molengraaff Fruins opvolger als hoogleraar handelsrecht aan de Rijksuniversiteit te Utrecht, vanwege Fruins overlijden op 1 november 1884 na een langdurige ziekte.
Fruin was in de jaren 1865-1866 en 1878-1879 rector magnificus.van de Universiteit Utrecht. Ook in Utrecht maakte hij tussen 1877 en 1884 deel uit van de gemeenteraad. 
Fruins interesse lag vooral bij de geschiedenis van het recht. Daarnaast publiceerde hij een serie Nederlandse wetboeken, genaamd De Nederlandsche wetboeken. Vanaf 1876 werden de uitgaven gedurende vele jaren door Fruin verzorgd. Fruins naam is onlosmakelijk verbonden met de uitgave van dit werk, dat de bijnaam 'De Fruin' heeft gekregen. ‘De Fruin’ is vele malen herdrukt, voor het laatst in 2006. 